# Ховард, Денин
Денин Ховард (англ. Lillie Mae Leatherwood(-King); род. 5 октября 1964, Шерман, Техас) — американская легкоатлетка (бег на короткие дистанции), чемпионка и призёр Панамериканских игр, призёр чемпионата мира, чемпионка и призёр летних Олимпийских игр, участница трёх Олимпиад, олимпийская рекордсменка.

## Карьера
На домашней летней Олимпиаде в Лос-Анджелесе Ховард выступала в 4×400 метров. В этой дисциплине команда США (Шерри Ховард, Валери Бриско-Хукс, Чандра Чизборо, Лили Литервуд, Денин Ховард) завоевала золотые медали и установила олимпийский рекорд (3:18,29 с). Серебряные и бронзовые медали поделили команды Канады (3:21,21 с) и ФРГ (3:22,98 с) соответственно.
На следующей летней Олимпиаде в Сеуле Ховард выступала в беге на 400 метров и эстафете 4×400 метров. В первом виде она заняла 6-е место, преодолев дистанцию за 51,12 с. В эстафете американки (Денин Ховард, Дайана Диксон, Валери Бриско, Флоренс Гриффит-Джойнер, Шерри Ховард, Лили Литервуд) заняли второе место (3:15,51 с), уступив команде СССР (3:15,17 — мировой рекорд) и опередив бронзовых призёров — команду ГДР (3:18,29 с).
На летней Олимпиаде в Барселоне Ховард представляла свою страну в эстафете 4×400 метров, где команда США (Наташа Кайзер-Браун, Гвен Торренс, Джерл Майлз-Кларк, Рошель Стивенс, Денин Ховард, Данет Янг) завоевала серебро (3:20,92 с), уступив Объединённой команде (3:20,20 с) и опередив команду Великобритании (3:24,23 с).

## Семья
Ховард является сестрой чемпионки и призёра Олимпийских игр Шерри Ховард. Они были в составе эстафетной команды США, завоевавшей золото Лос-Анджелеса и серебро Сеула. Также Денин была женой серебряного призёра летней Олимпиады 1984 года в Лос-Анджелесе, чемпиона мира, профессионального боксёра Вирджила Хилла. Брак впоследствии распался.